# 梅林茂
梅林茂（日语：／ Umebayashi Shigeru，1951年2月19日—），生于日本福冈县北九州市，是一名作曲家。

## 作品
配乐作品包括电影《花样年华》、《十面埋伏》、《霍元甲》、《满城尽带黄金甲》、《一代宗师》和《阴阳师》等、配乐游戏有《对马岛之魂》等。